# Comitato Olimpico di Saint Vincent e Grenadine
Il Comitato Olimpico di Saint Vincent e Grenadine (noto anche come The St. Vincent and the Grenadines National Olympic Committee in inglese) è un'organizzazione sportiva sanvincentina, nata nel 1982 a Kingstown, Saint Vincent e Grenadine.
Rappresenta questa nazione presso il Comitato Olimpico Internazionale (CIO) dal 1987 ed ha lo scopo di curare l'organizzazione ed il potenziamento dello sport in Saint Vincent e Grenadine e, in particolare, la preparazione degli atleti sanvincentini, per consentire loro la partecipazione ai Giochi olimpici. L'associazione è, inoltre, membro dell'Organizzazione Sportiva Panamericana.
L'attuale presidente dell'organizzazione è Trevor Bailey, mentre la carica di segretario generale è occupata da Keith Joseph.